# Kia Bongo
Kia Bongo – samochód dostawczy klasy kompaktowej produkowany pod południowokoreańską marką Kia od 1980 roku. Od 2004 roku produkowana jest trzecia generacja modelu.

## Pierwsza generacja

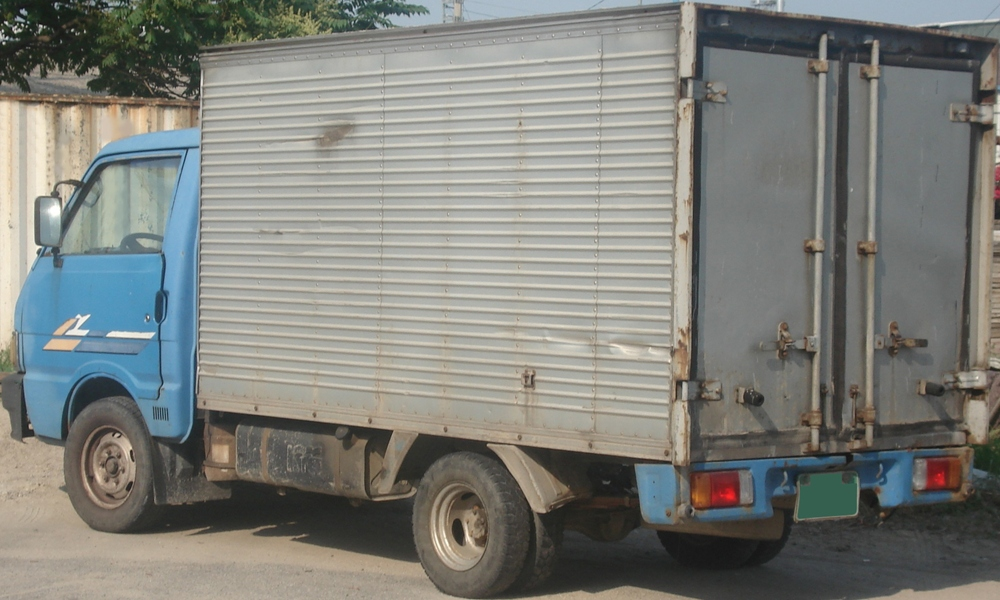
Kia Bongo I - tył

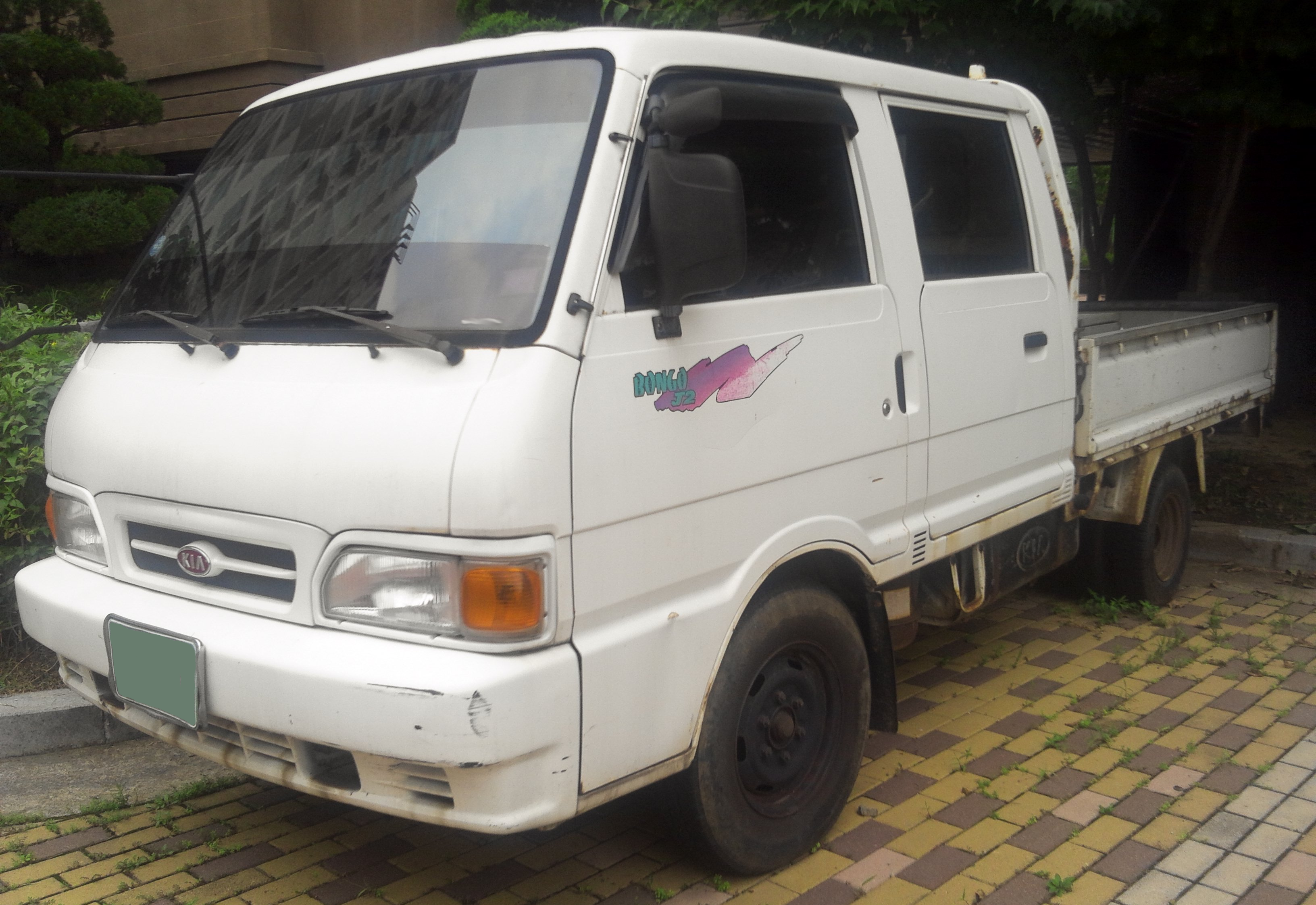
Kia Bongo I po liftingu

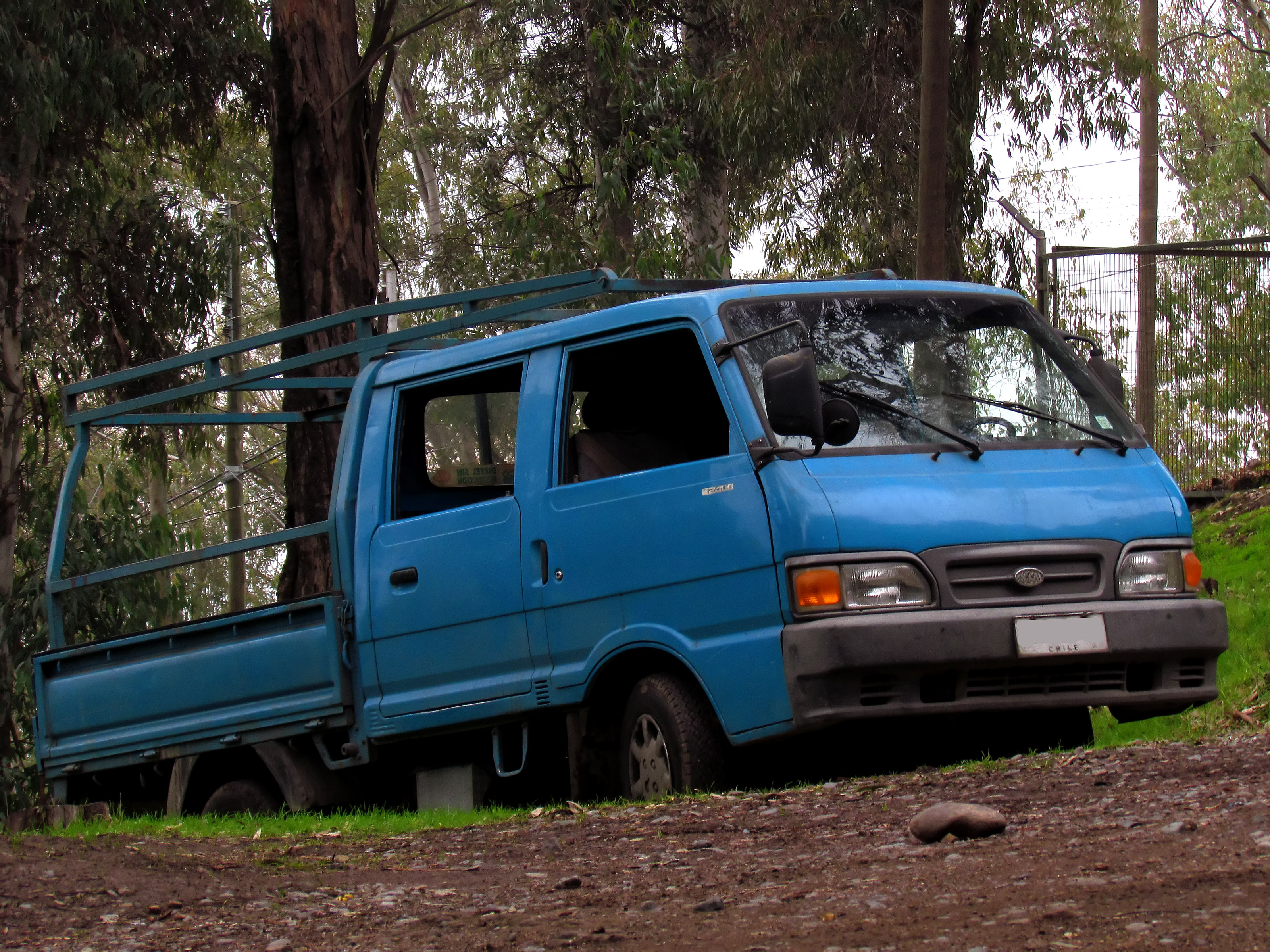
chilijska Kia K2400 po liftingu

Kia Bongo I została zaprezentowana po raz pierwszy w 1980 roku.
Model Bongo pojawił się w ofercie Kii jako niewielki samochód dostawczy stanowiący odpowiedź na podobnych rozmiarów konkurencyjny model Hyundai Porter. Podobnie jak on, Kia Bongo dostępna była jako skrzyniowy pick-up dostępny zarówno z dwudrzwiową, jak i czterodrzwiową kabiną pasażerską. Samochód szybko zdobył popularność w Korei Południowej.
Pojazd został zbudowany w ramach współpracy z japońską Mazdą jako bliźniacza konstrukcja wobec dostawczego Bongo Brawny, odróżniając się od niego odrębną stylizacją przedniej części nadwozia przy zachowaniu kluczowych cech stylizacji.
Popularną anegdotą, która nie znalazła oficjalnego potwierdzenia, jest twierdzenie jakoby nazwa Kii Bongo powstała w nawiązaniu do wieloletniego prezydenta Gabonu, Omara Bongo, którego kraj był w drugiej połowie XX wieku połączony silnymi więziami dyplomatycznymi z Koreą Południową.

### Lifting
W 1995 roku Kia Bongo I przeszła gruntowną restylizację nadwozia, która przyniosła zmiany w kształcie reflektorów oraz zderzaka. Ponadto, pojazd otrzymał też nowy kształt atrapy chłodnicy z nowym, owalnym logo producenta.

### Sprzedaż
Kia Bongo pierwszej generacji była produkowana także z myślą o rynkach eksportowych. M.in. w wybranych krajach Ameryki Południowej jak Chile czy Peru pojazd nosił odrębną nazwę, Kia K2400.

### Silniki
- L4 2.2l
- L4 2.7l

## Druga generacja

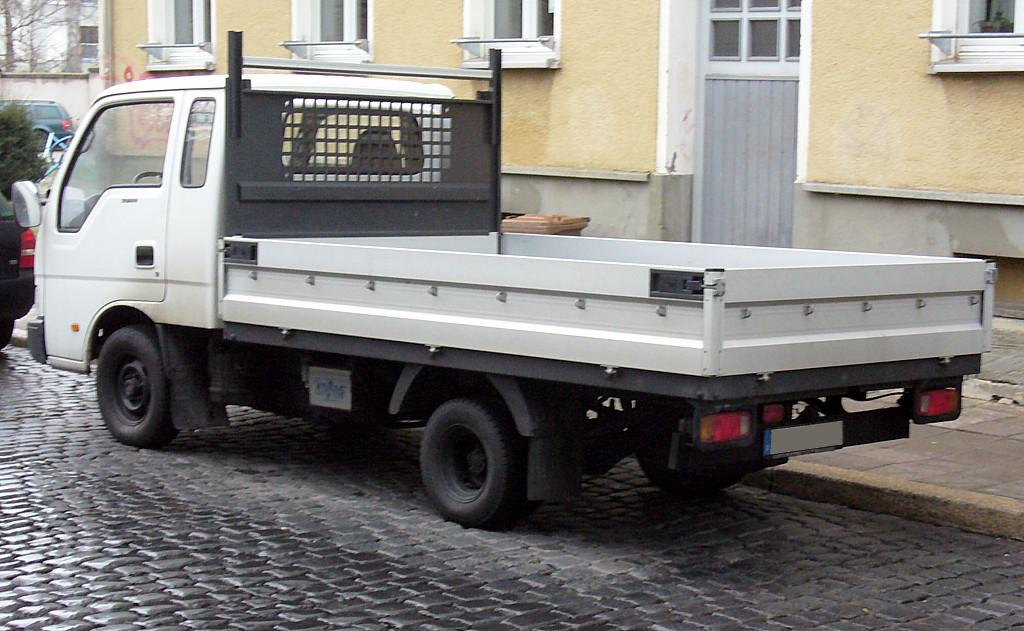
europejska Kia K2700 - tył

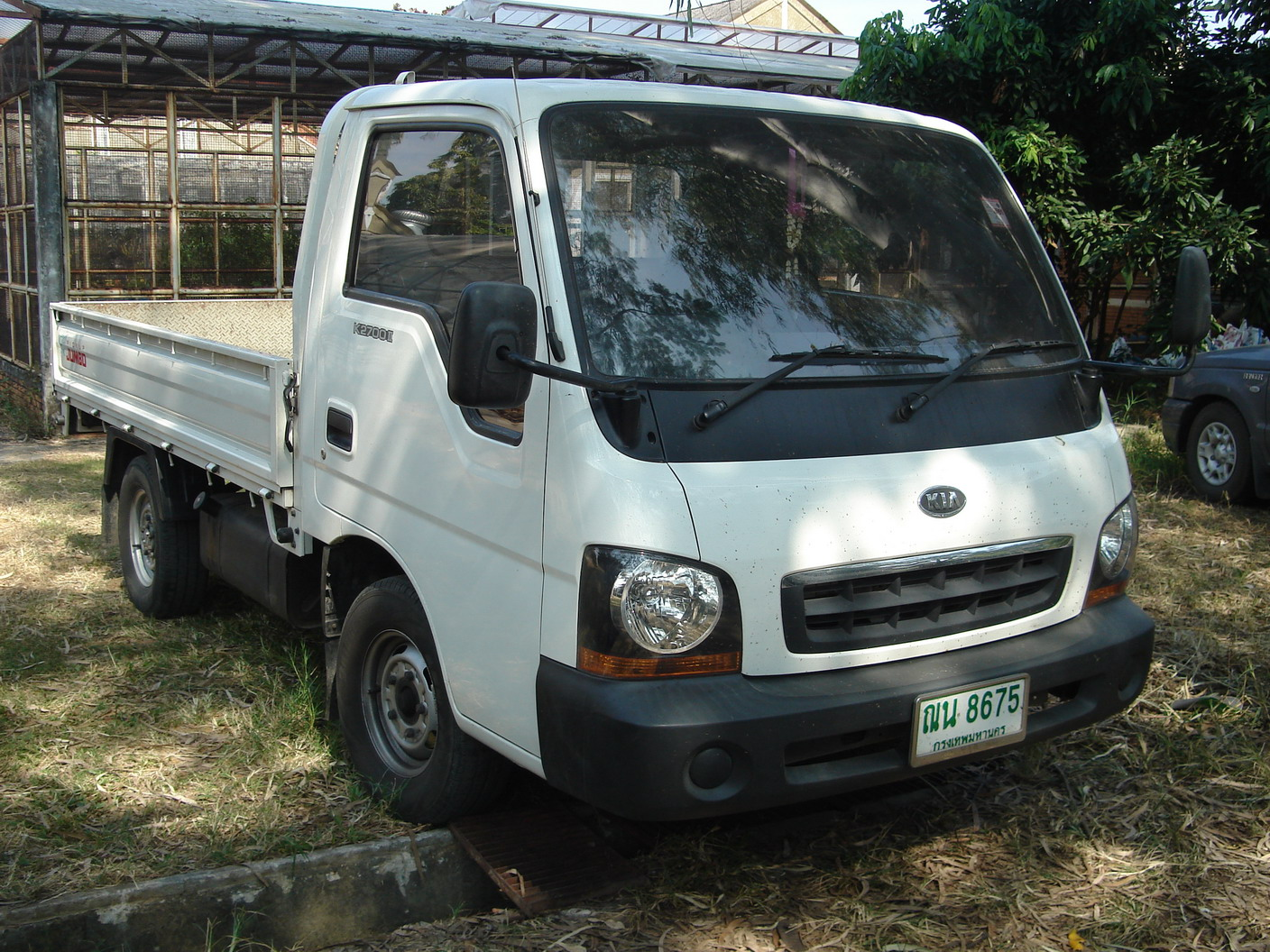
Kia Bongo II po liftingu

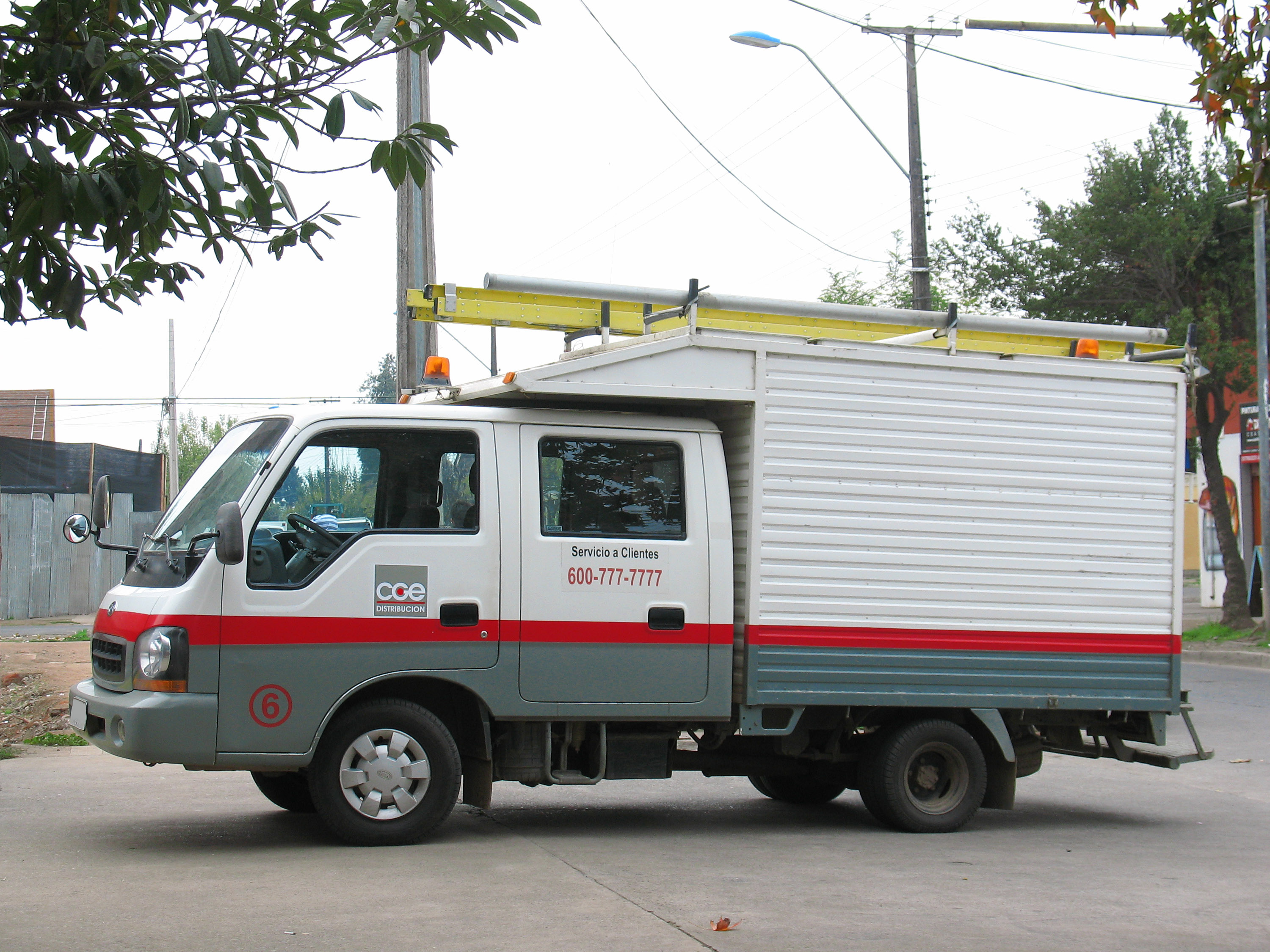
chilijska Kia Frontier Crew Cab po liftingu

Kia Bongo II została zaprezentowana po raz pierwszy w 1997 roku.
Po 17 latach produkcji pierwszej generacji Bongo, Kia przedstawiła zupełnie nową generację modelu skonstruowaną już bez udziału Mazdy jako samodzielna konstrukcja powiązana technicznie z dostawczym modelem Pregio.
Samochód zachował charakterystyczną koncepcję poprzednika, z jednobryłową kabiną pasażerską ze schowaną pod nią zarówno przednią osią, jak i jednostką napędową. Linia okien w drzwiach przednich zyskała zagiętą, nieregularną formę, za to kabina pasażerska dalej dostępna była w konfiguracji dwu- lub czterodrzwiowej.

### Lifting
W 2001 roku Kia Bongo drugiej generacji przeszła obszerną modernizację nadwozia. Charakterystyczne, nisko osadzone reflektory o prostokątnym kształcie zastąpiły większe, wyżej osadzone reflektory kwadratowe z ciemnymi wkładami, za to między nimi znalazła się duża, chromowana atrapa chłodnicy.

### Sprzedaż
Druga generacja Kii Bongo była sprzedawana na jeszcze liczniejszych rynkach globalnych niż poprzednik. W Korei Południowej samochód otrzymał nazwę Kia Bongo Frontier, za to pod nazwą Kia Frontier oferowano go w Chile.
Jako Kia K2500/K2700 samochód oferowano m.in. na rynkach Europy, a także w Południowej Afryce.
Samochód zdobył dużą popularność na rynku polskim wśród np. drobnych przedsiębiorstw budowlanych i miejskich zakładów komunalnych, zyskując nieformalny przydomek kijanka.

### Silniki
- L4 2.7l
- L4 3.0l

## Trzecia generacja

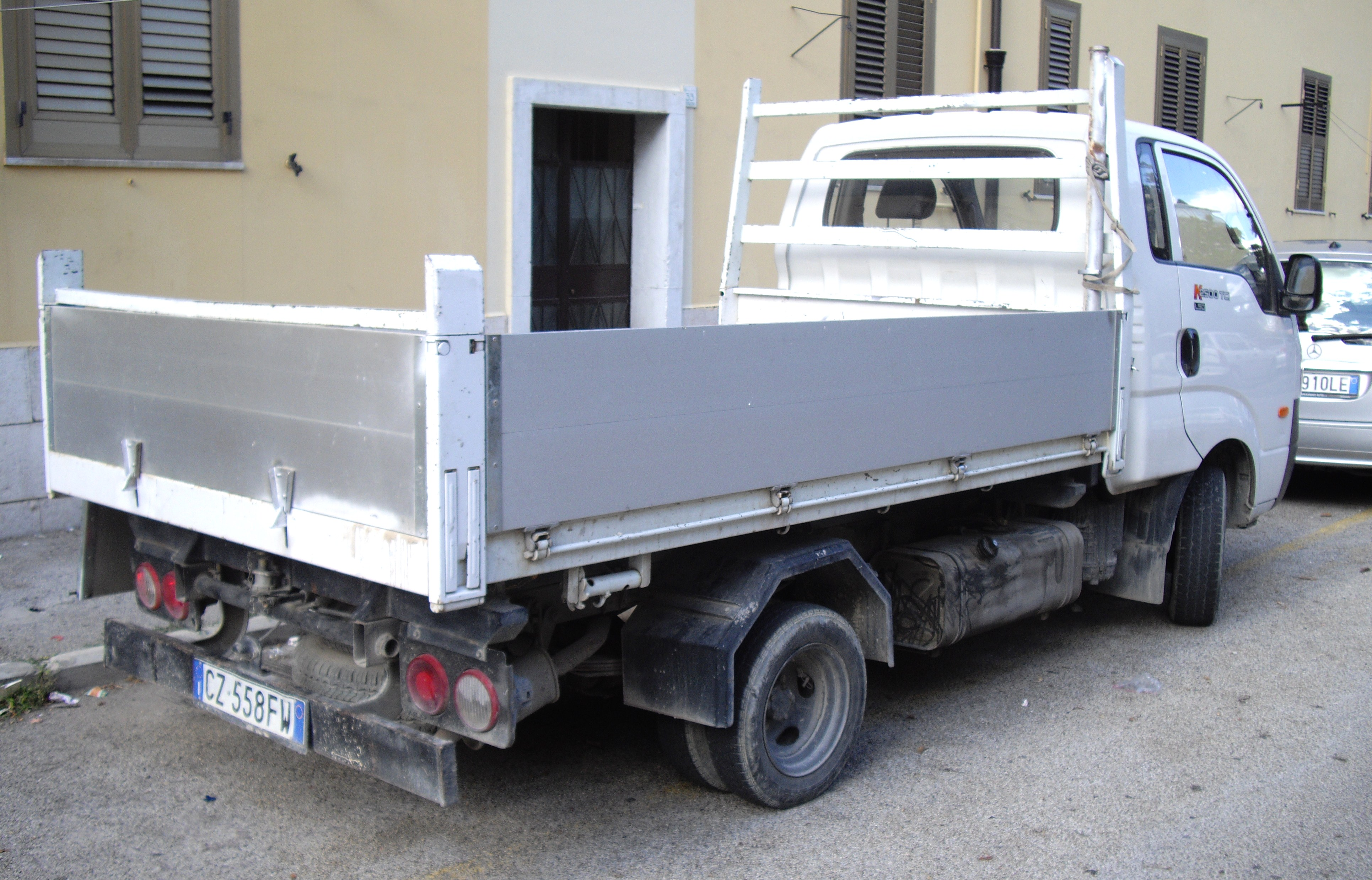
europejska Kia K2500 - tył

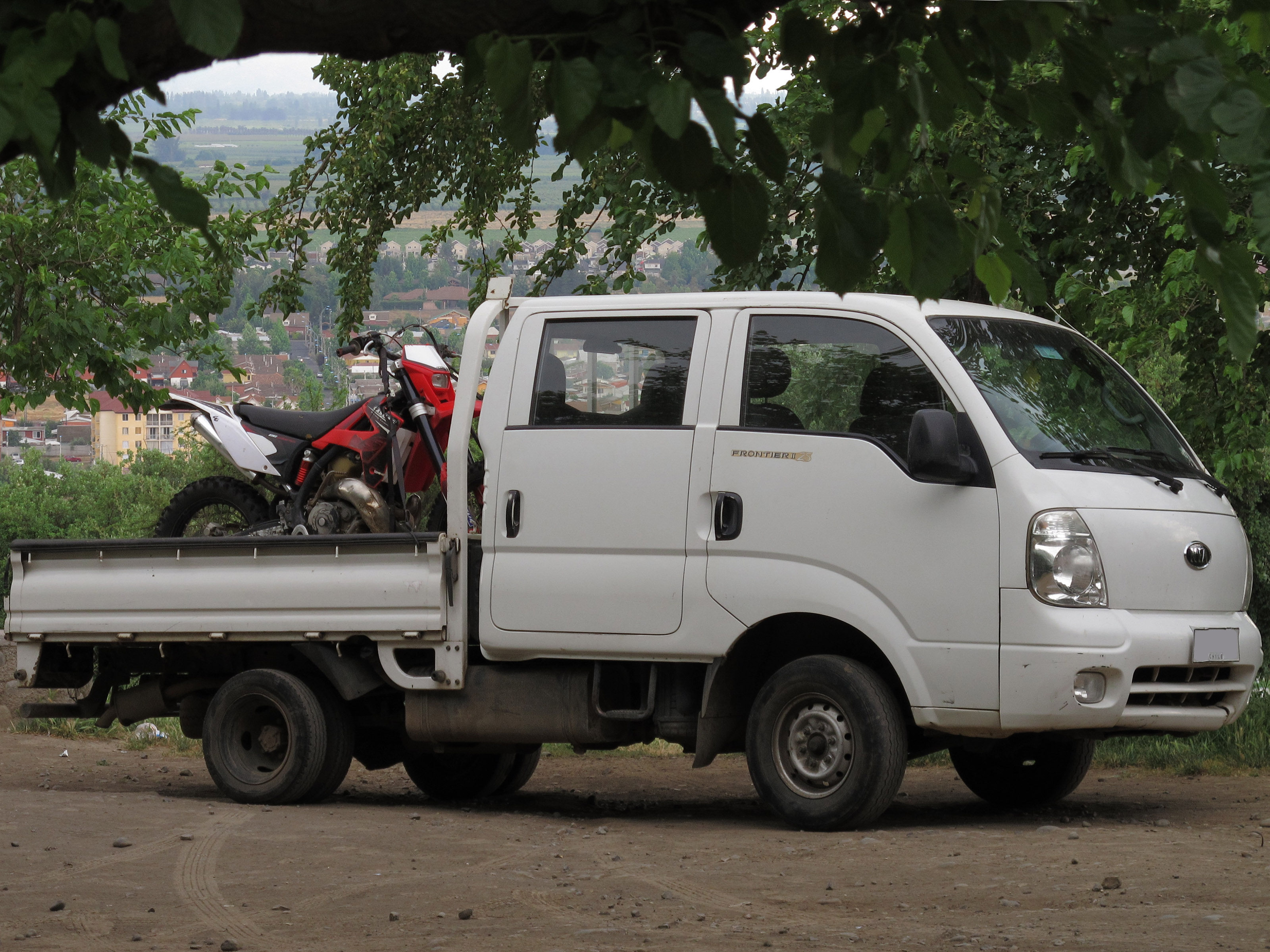
chilijska Kia Frontier Crew Cab

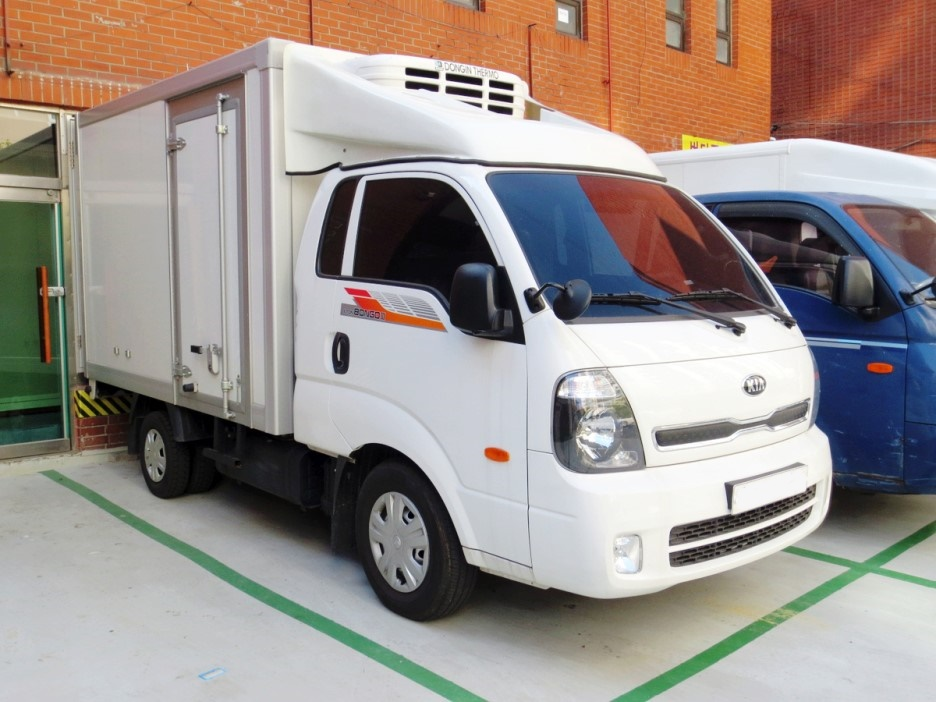
Kia Bongo III po liftingu

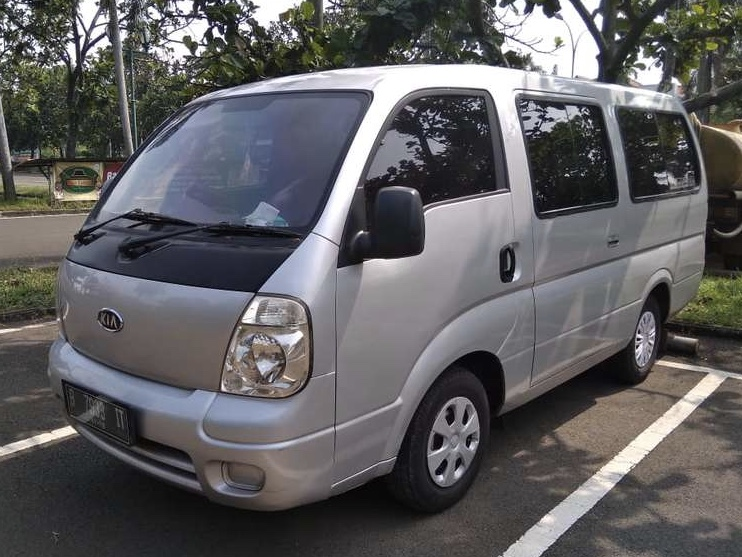
Kia Travello

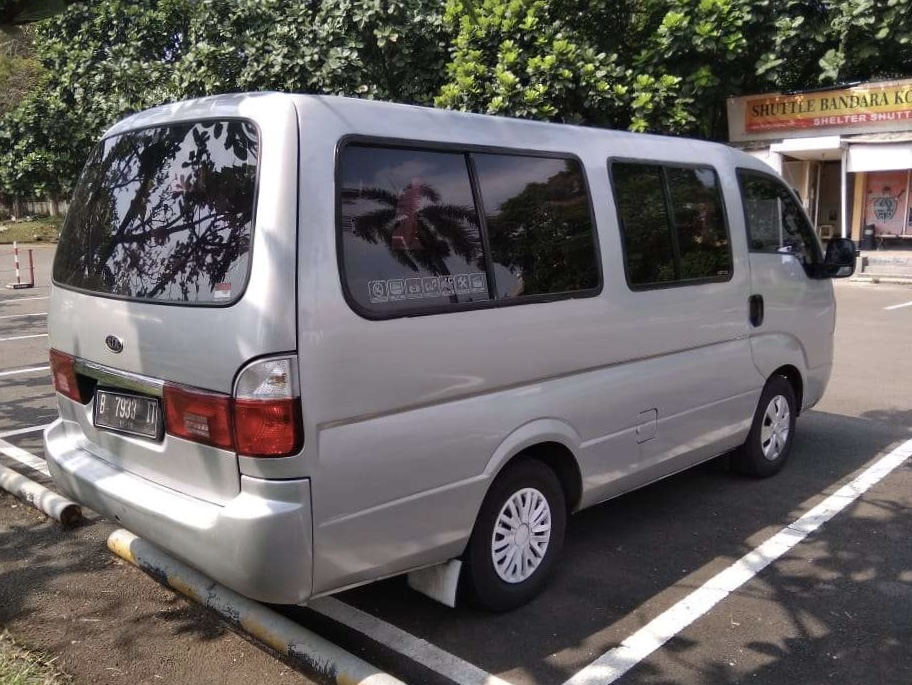
Kia Travello - tył

Kia Bongo III została zaprezentowana po raz pierwszy w 2004 roku.
Trzecia generacja Bongo powstała tym razem jako wspólna konstrukcja Kii i Hyundaia, zbudowana w ramach powstałego 5 lat wcześniej koncernu tworzonego w ramach fuzji tych przedsiębiorstw. Podobnie jak bliźniaczy Hyundai Porter, samochód zyskał charakterystyczne obłe proporcje kabiny pasażerskiej.
W stosunku do poprzednika, Kia Bongo trzeciej generacji wyróżniała się podłużnymi, wysoko umieszczonymi reflektorami, a także wyżej poprowadzoną linią szyby czołowej, a także okien bocznych. Pod kątem technicznym pojazd zyskał dopracowany układ kierowniczy i hamulcowy, a także poprawił zwrotność.

### Lifting
W listopadzie 2013 roku, po 9 latach dotychczasowego cyklu produkcyjnego, Kia Bongo trzeciej generacji przeszła obszerną restylizację. Pod kątem wizualnym samochód otrzymał charakterystyczną atrapę chłodnicy w stylu nowszych samochodów osobowych, a także ciemne wkłady reflektorów i odświeżony zderzak.
W kabinie pasażerskiej pojawiło się jednoramienne koło kierownicy podobne do modelu Picanto ze standardową poduszką powietrzną, a także nowe materiały wykończeniowe kokpitu i bogatsze elementy wyposażenia. Jednostki napędowe z kolei dostosowano do nowych norm emisji i udoskonalono ich ekonomię jazdy.

### Travello
Specjalnie z myślą o rynku Indonezji, Kia opracowała osobowy wariant typu van o nazwie Kia Travello. Samochód przyjął rolę następcy modelu Pregio, nawiązując do niego takim samym kształtem tylnych lamp i kształtem bryły nadwozia.

### Bongo EV
W kwietniu 2020 roku Kia przedstawiła elektryczny wariant Kia Bongo EV zbudowany specjalnie z myślą o wewnętrznym rynku południowokoreańskim podobnie jak bliźniaczy Hyundai Porter Electric. Pod kątem wizualnym samochód otrzymał inny wygląd przedniego zderzaka, a także zmodyfikowane wkłady reflektorów. Układ napędowy złożył się z baterii o pojemności 58,8 kWh, rozwijając maksymalnie 184 KM i 211 kilometrów na jednym ładowaniu.

### Sprzedaż
W pierwszych latach produkcji, Kia Bongo trzeciej generacji była oferowana na równie licznych rynkach globalnych. Jako Kia K2500/K2700 samochód był oferowany zarówno w Afryce, jak i Australii czy Europie, gdzie ponownie stanowiła budżetową alternatywę dla większych pojazdów dostawczych europejskich producentów. W ramach nowej taktyki marketingowej, samochody dostawcze Kii zniknęły ze sprzedaży w regionie europejsko-australijskim między 2008 a 2012 rokiem.
Pod nazwą Kia Kaon samochód trafił do oferty producenta w Tajwanie, z kolei jako Kia Jumbo producent oferował go w Tajlandii do 2011 roku, później przemianowując go na K2500. Podobnie jak poprzednik, w Chile pojazd poownie otrzymał nazwę Kia Frontier.

### Silniki
- L4 2.4l
- L4 3.0l